# La Yesa
La Yesa – gmina w Hiszpanii, w prowincji Walencja, we wspólnocie autonomicznej Walencja, o powierzchni 84,68 km². W 2011 roku liczyła 256 mieszkańców.